# John Maddox
Sir John Royden Maddox, född 27 november 1925 i Penllergaer, Swansea, Wales, död 12 april 2009, var en fysiker, kemist och framstående författare. Under 23 år – 1966-73 samt 1980-95 – ledde han tidskriften Nature. Sin utbildning inom fysik och kemi fick han vid Oxford University och King's College London.
John R Maddox var även författare, redaktör och föreläsare. Sedan han lämnade posten på Nature ägnade han mycket tid åt att i Oxford organisera ett nytt forskningscentrum för schizofreni och andra psykoser.

## Yrkesliv
Åren 1949-55 föreläste Maddox i teoretisk fysik vid University of Manchester. Han bytte sedan yrkesinriktning och blev vetenskapskorrespondent vid Manchester Guardian, där han stannade till 1964. Under de båda följande åren var han biträdande direktör för Nuffield Foundation, varpå han utnämndes till redaktör för Nature.
Maddox lämnade Nature för att bli ordförande för Maddox Editorial Ltd åren 1973-75, varpå han under åren 1975-80 var direktör för Nuffield Foundation, innan han på nytt blev redaktör för Nature.

## Privatliv
John Maddox var gift med Brenda Maddox, recensent vid Observer, New Statesman, New York Times och Washington Post, samt biografiförfattare med bland annat verk som D H Lawrence: The Married Man, Rosalind Franklin: The dark lady of DNA och Nora: A biography of Nora Joyce.